# Jeff Madsen
Jeff Madsen (Santa Monica, 7 juni 1985) is een Amerikaans professioneel pokerspeler. Hij won onder meer het $2.000 No Limit Hold'em- én het $5.000 No Limit Hold'em Short Handed 6/Table-toernooi van de World Series of Poker 2006 (goed voor hoofdprijzen van $660.948,- en $643.381,-). Daarmee loste hij vlak na zijn 21e verjaardag Eric Froehlich af als jongste WSOP-toernooiwinnaar ooit. Tijdens de World Series of Poker 2007 raakte hij zelf deze positie weer kwijt aan Steve Billirakis.
Madsen won tot en met juni 2015 meer dan $4.950.000,- in pokertoernooien (cashgames niet meegerekend).

## WSOP
Madsen nam in 2006 deel aan zijn eerste editie van de World Series of Poker en won er direct twee toernooien. Het scheelde niettemin een haar of hij had ook direct zijn derde en mogelijk zelfs vierde WSOP-titel binnen dat jaar. Hij werd namelijk ook derde in zowel het $2.000 Limit Omaha Hi/Lo- als het $1.000 7 Card Stud Hi/Lo-toernooi van de WSOP 2006. Daarmee toonde hij aan uit de voeten te kunnen in meer dan één pokervariant. Tijdens de World Series of Poker 2013 en 2015 won hij daadwerkelijk zijn derde en vierde WSOP-titel in Omaha-toernooien.

## Wapenfeiten

### Titels
Behalve WSOP-titels won Madsen verschillende andere prestigieuze pokertoernooien. Zo won hij: 
- het $1.500 No Limit Hold'em-toernooi van de 2009 L.A. Poker Classic ($107.593,-)
- het $3.300 No Limit Hold'em - Championship Event van de Borgata Winter Open 2010 ($625.006,-)

### Grote cashes
Daarnaast won Madsen hoge prijzengelden met onder meer zijn:
- derde plaats in het $2.000 Limit Omaha Hi/Lo-toernooi van de World Series of Poker 2006 ($97.552,-)
- derde plaats in het $1.000 7 Card Stud Hi/Lo-toernooi van de World Series of Poker 2006 ($65.971,-)
- derde plaats in hety $2.500 No Limit Hold'em-toernooi van de Fifth Annual Five Diamond World Poker Classic 2006 ($90.770,-)
- achtste plaats in het $9.600 World Poker Tour Championship Event - No Limit Hold'em van de Bay 101 Shooting Stars 2007 ($100.000,-)
- achtste plaats in het $10.000 World Championship 8-Game van de World Series of Poker 2008 ($54.144,-)
- vijfde plaats in het $5.000 No Limit Hold'em-toernooi van de 6th Annual Festa Al Lago Classic 2008 ($31.445,-)
- derde plaats in het A$10.000 H.O.R.S.E.-toernooi van de Aussie Millions 2009 ($28.415,-)
- derde plaats in het $9.900 H.O.R.S.E. - Championship van de L.A. Poker Classic 2009 ($121.323,-)
- tweede plaats in het $2.000 No Limit Hold'em-toernooi van de Seventh Annual Five Star World Poker Classic 2009 ($30.730,-)
- tweede plaats in het C$5.000 No Limit Hold'em - Heads Up-toernooi van het Canadian Open Poker Championship 2009 ($42.957,-)
- derde plaats in het $1.500 No Limit Hold'em-toernooi van de Doyle Brunson Five Diamond World Poker Classic 2009 ($69.496,-)
- vierde plaats in het £5.000 Pot Limit Omaha-toernooi van de World Series of Poker Europe 2010 ($81.056,-)

## WSOP
| Jaar                       | Toernooi                                     | Prijs      |
| -------------------------- | -------------------------------------------- | ---------- |
| World Series of Poker 2006 | $2.000 No Limit Hold'em                      | $660.948,- |
| World Series of Poker 2006 | $5.000 No Limit Hold'em Short Handed 6/Table | $643.381,- |
| World Series of Poker 2013 | $3.000 Pot Limit Omaha                       | $384.420,- |
| World Series of Poker 2015 | $3.000 Pot-Limit Omaha Hi-Lo 8 or Better     | $301.413,- |